# Swan River (Swan Lake)
Der Swan River (englisch für „Schwanenfluss“) ist ein etwa 300 km langer Fluss in den kanadischen Provinzen Saskatchewan und Manitoba. Sein Name leitet sich von den in der Region vorkommenden Trompeterschwänen ab.

## Flusslauf
Er hat seinen Ursprung in den Porcupine Hills im Osten von Saskatchewan. Er fließt zuerst nach Süden, macht dann einen weiten Bogen nach Osten, passiert die gleichnamige Kleinstadt und mündet in den Swan Lake.

## Hydrologie
Der mittlere Abfluss (MQ) beträgt am Pegel 05LE006 bei Flusskilometer 67 nahe Minitonas 6,6 m³/s. 7,51 m³/s. Der höchste monatliche mittlere Abfluss tritt im April auf und liegt bei 30,8 m³/s.